# 北秩父別駅
北秩父別駅（きたちっぷべつえき）は、北海道（空知総合振興局）雨竜郡秩父別町六条にある北海道旅客鉄道（JR北海道）留萌本線の駅である。電報略号はキヘ。
一部の普通列車は通過する（1日に上り4本、下り2本のみの停車）。そのため石狩沼田方面の始発は16時21分と、片方向の始発の時刻としては日本で最も遅い。

## 歴史

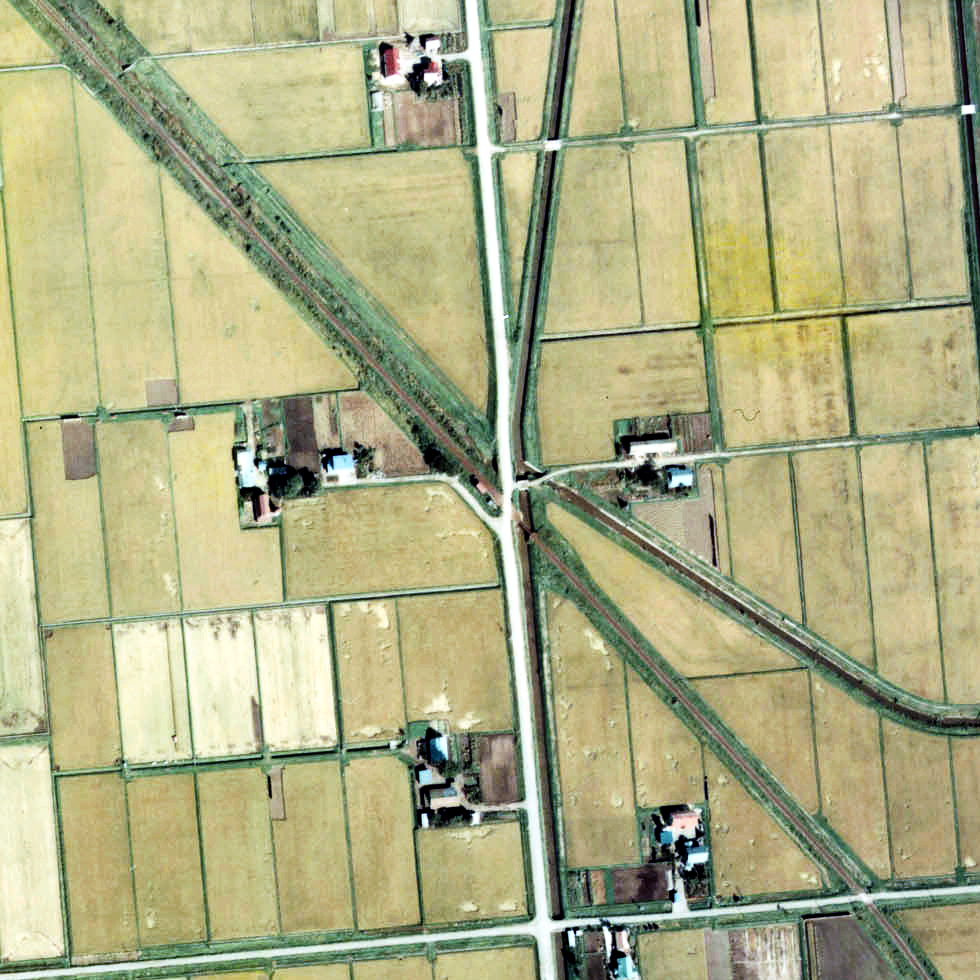
1977年の北秩父別仮乗降場と周囲約500m範囲。左上が留萌方面。

- 1956年（昭和31年）7月1日：日本国有鉄道留萠本線の秩父別駅 - 石狩沼田駅間に北秩父別仮乗降場（局設定）として新設開業[1]。旅客のみ取扱い。
- 1987年（昭和62年）4月1日：国鉄分割民営化によりJR北海道に継承。同時に駅に昇格、北秩父別駅となる[1]。
- 1990年（平成2年）3月10日：営業キロ設定。
- 1997年（平成9年）4月1日：路線名を留萌本線に改称[1]。
- 2022年（令和4年）
  - 6月16日：留萌本線乗務員が待合所の傾きが大きくなっていることを確認[2]。
  - 6月21日：待合所を老朽化による傾きのため閉鎖[2]。
- 2026年（令和8年）4月1日：深川駅 - 石狩沼田駅間の廃止に伴い廃駅（予定）[JR北 1]。

### 駅名の由来
「秩父別」の北方に位置するため「北」を冠した。

## 駅構造
線路の南西側（石狩沼田方面に向かって左手側）に木製の単式ホーム1面1線を有する地上駅であり、転轍機を持たない棒線駅となっている。ホーム深川方はスロープとなって駅の外へ通じている。
開業時からの無人駅で駅舎は無いが、ホーム中央部分に秩父別町が管理する待合所（老朽化のため2022年〔令和4年〕6月から閉鎖）を有する。
待合所は高さ約2.9メートル、広さ約11.2平方メートルの木造平屋の建物であり、壁面に手書きの駅名標が掲示されている。町の管理とはなっているが、2022年（令和4年）時点でJR北海道・秩父別町どちらの財産でもないことが判明しており、開業時に近隣住民が建てたとみられている。
木造待合所撤去後、スロープ下にプレハブの待合所が新設された。

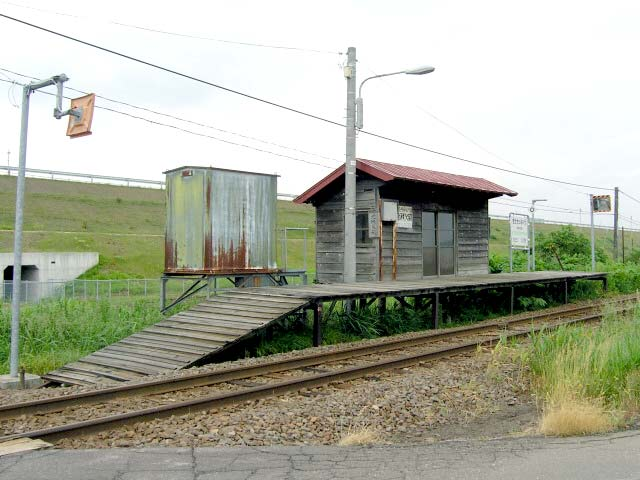
旧待合所があったころの全景（2004年6月）
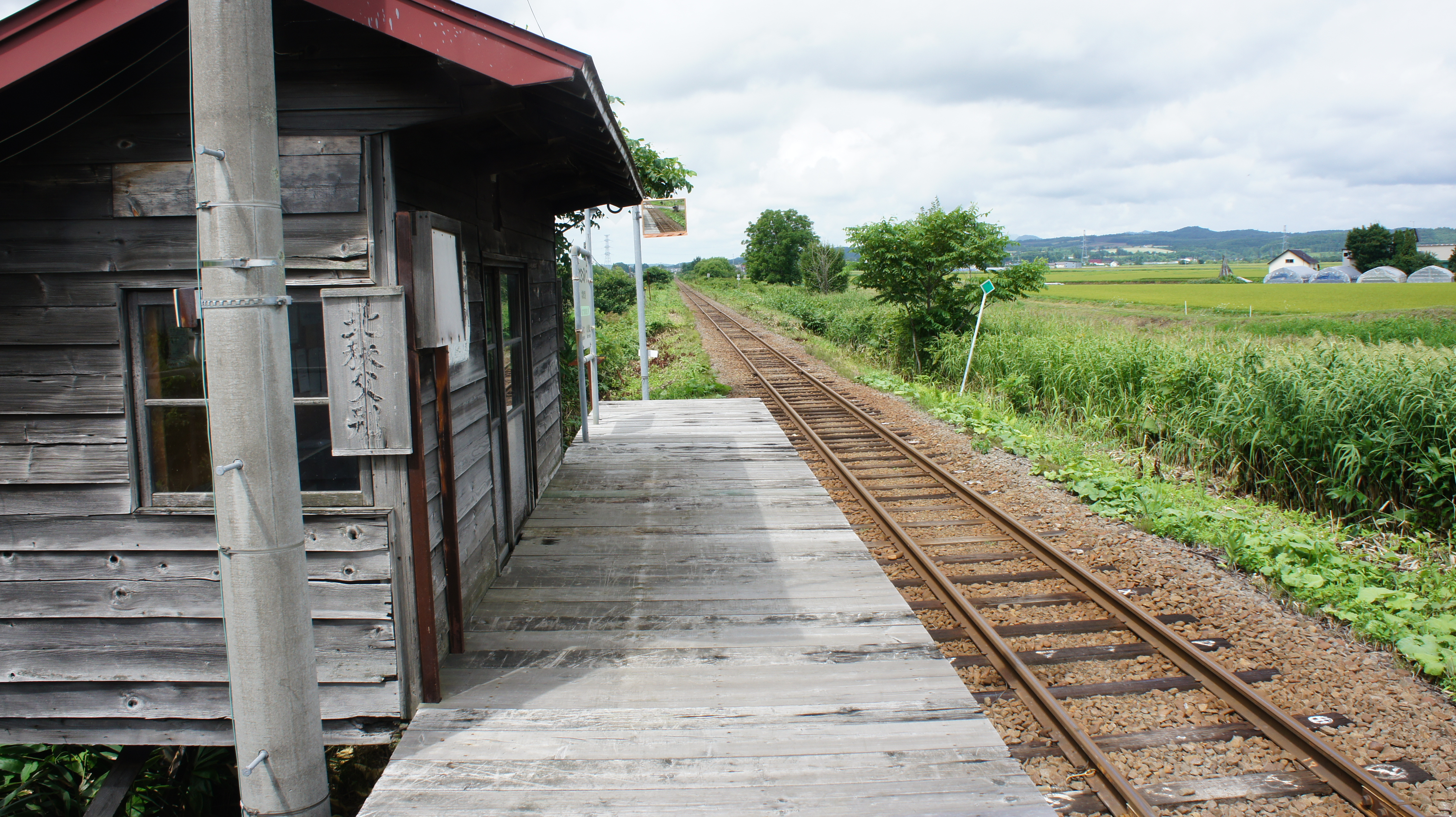
ホーム（2017年8月）
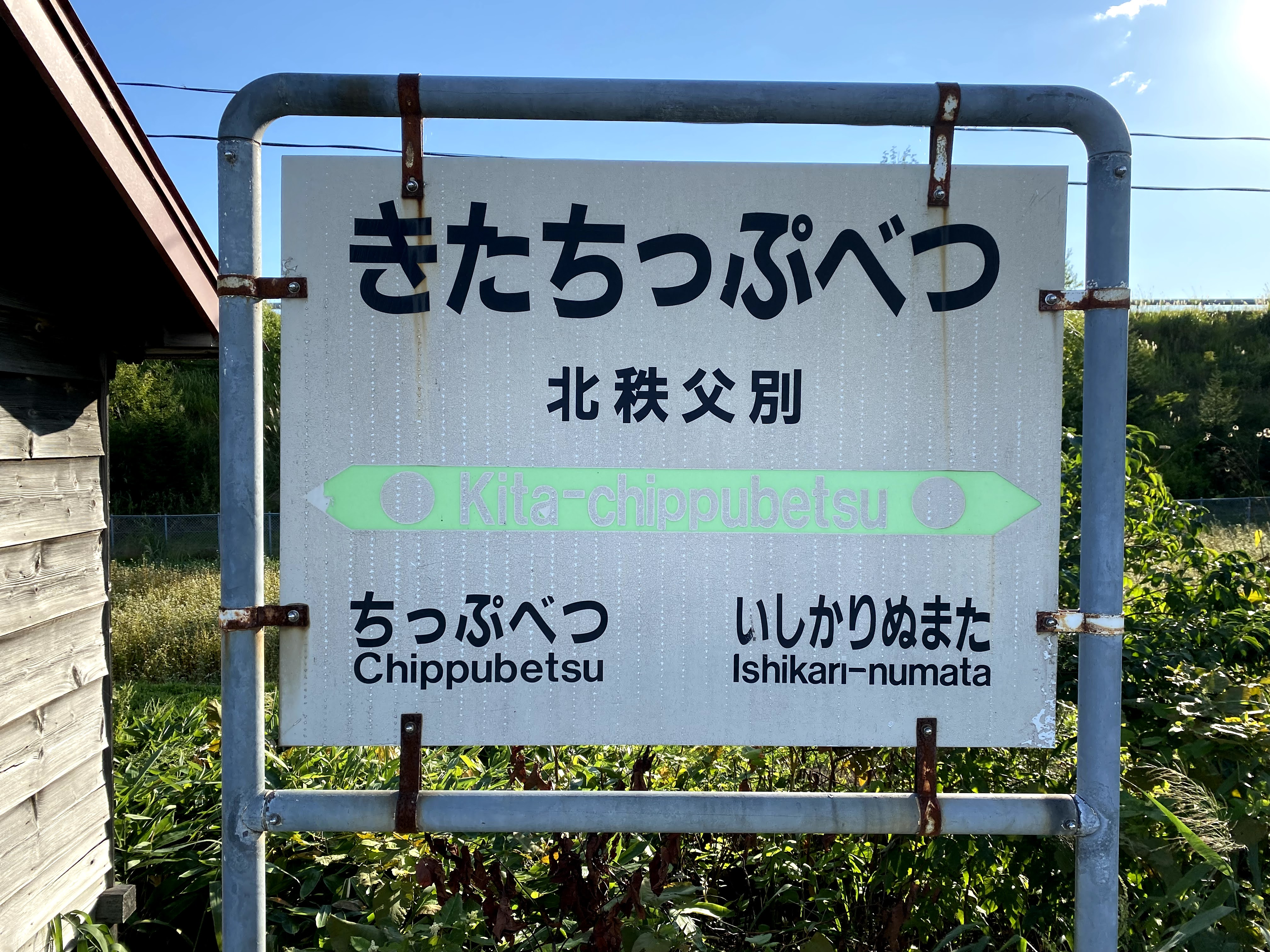
駅名標（2021年9月）

## 利用状況
乗車人員の推移は以下のとおり。「JR調査」については、当該の年度を最終年とする過去5年間の各調査日における平均である。
| 年度               | 乗車人員 | 乗車人員 | 乗車人員 | 出典             | 備考 |
| 年度               | 年間     | 1日平均  | JR調査   | 出典             | 備考 |
| ------------------ | -------- | -------- | -------- | ---------------- | --- |
| 1992年（平成04年） |          | (1)      |          | [ 4 ]            | 乗降人員2人 |
| 2011年（平成23年） |          | (4)      |          | [ 6 ]            | 乗降人員8人 |
| 2012年（平成24年） |          | (2)      |          | [ 6 ]            | 乗降人員4人 |
| 2013年（平成25年） |          | (3)      |          | [ 6 ]            | 乗降人員6人 |
| 2014年（平成26年） |          | (2)      |          | [ 6 ]            | 乗降人員4人 |
| 2015年（平成27年） |          |          | 10名以下 | [ JR北 2 ]       | |
| 2016年（平成28年） |          |          | 2.8      | [ JR北 3 ]       | 同年度中に留萌駅 - 増毛駅間廃止 |
| 2017年（平成29年） |          |          | 1.6      | [ JR北 4 ]       | |
| 2018年（平成30年） |          |          | 1.0      | [ JR北 5 ]       | |
| 2019年（令和元年） |          |          | 0.4      | [ JR北 6 ]       | |
| 2020年（令和02年） |          |          | 0.2      | [ JR北 7 ]       | |
| 2021年（令和03年） |          |          | 0.0      | [ JR北 8 ]       | |
| 2022年（令和4年）  |          | (0.5)    | 0.0      | [ JR北 9 ] [ 2 ] | 同年度末で石狩沼田駅 - 留萌駅間廃止。 待合所封鎖前に秩父別町が2022年（令和4年）6月22日から7月1日までの10日間の利用を調査。期間中の乗降者は計9人。 |
| 2023年（令和05年） |          |          | 0.0      | [ JR北 10 ]      | |

## 駅周辺
周辺には数軒の農家と田畑しかない。附近の水田には、4月下旬頃に多くの白鳥が飛来する。
- 深川留萌自動車道（深川沼田道路）
- 北海道道282号沼田妹背牛線
- 滝の上自然公園 - 桜の名所[5]。
- 秩父別川
- 空知中央バス「6条3丁目」停留所[7]

## 隣の駅
北海道旅客鉄道（JR北海道）
留萌本線（一部列車は当駅通過）
秩父別駅 - 北秩父別駅 - 石狩沼田駅

### JR北海道
1. ↑  『留萌線の鉄道事業廃止届の提出について』（PDF）（プレスリリース）北海道旅客鉄道、2025年3月28日。オリジナルの2025年3月28日時点におけるアーカイブ。2025年3月28日閲覧。
2. ↑  “極端にご利用の少ない駅（3月26日現在）” (PDF). 平成28年度事業運営の最重点事項.   北海道旅客鉄道. p. 6 (2016年3月28日). 2017年12月10日閲覧。
3. ↑  「駅別乗車人員（2016）」（PDF）『線区データ（当社単独では維持することが困難な線区）(地域交通を持続的に維持するために)』、北海道旅客鉄道株式会社、3頁、2017年12月8日。オリジナルの2018年8月17日時点におけるアーカイブ。2018年8月17日閲覧。
4. ↑  「留萌線（深川・留萌間）」（PDF）『線区データ（当社単独では維持することが困難な線区）(地域交通を持続的に維持するために)』、北海道旅客鉄道株式会社、3頁、2018年7月2日。オリジナルの2018年8月18日時点におけるアーカイブ。2018年8月18日閲覧。
5. ↑  “留萌線（深川・留萌間）” (PDF). 線区データ（当社単独では維持することが困難な線区）(地域交通を持続的に維持するために).   北海道旅客鉄道. p. 3 (2019年10月18日). 2019年10月18日時点のオリジナルよりアーカイブ。2019年10月18日閲覧。
6. ↑  “留萌線（深川・留萌間）” (PDF). 地域交通を持続的に維持するために > 輸送密度200人未満の線区（「赤色」「茶色」5線区）.   北海道旅客鉄道. p. 3 (2020年10月30日). 2020年11月2日時点のオリジナルよりアーカイブ。2020年11月4日閲覧。
7. ↑  “駅別乗車人員  特定日調査（平日）に基づく”.   北海道旅客鉄道. 2022年8月3日時点のオリジナルよりアーカイブ。2022年8月14日閲覧。
8. ↑  “駅別乗車人員  特定日調査（平日）に基づく”.   北海道旅客鉄道. 2022年9月3日時点のオリジナルよりアーカイブ。2022年9月3日閲覧。
9. ↑  “駅別乗車人員  特定日調査（平日）に基づく”.   北海道旅客鉄道. 2023年11月10日時点のオリジナルよりアーカイブ。2023年11月10日閲覧。
10. ↑  “駅別乗車人員  特定日調査（平日）に基づく”.   北海道旅客鉄道 (2024年). 2024年9月9日時点のオリジナルよりアーカイブ。2024年9月9日閲覧。